# Gellmersdorf
Gellmersdorf ist ein Ortsteil der Stadt Angermünde im Landkreis Uckermark in Brandenburg. Der Ort liegt südöstlich der Kernstadt Angermünde am Rande des Nationalparks Unteres Odertal im Naturschutzgebiet Gellmersdorfer Forst. Westlich verläuft die B 158, östlich fließen die Hohensaaten-Friedrichsthaler Wasserstraße und die Oder.

## Geschichte
Im Bürgernamen Jo de Gelmerstorp, der Schultheiß in Angermünde war, taucht der Name im Jahre 1292 das erste Mal auf. Folgende geschichtliche Namensvarianten sind bekannt, seit 1316 ghelmersdorp, 1355 Gelmerstop, 1472 Gelmerstorf und ab 1755 trägt der Ort seinen heutigen Namen Gellmersdorf.  Das Dorf wurde 1355 an Pommern abgegeben, ging aber im Jahre 1446 an Brandenburg zurück und darauf als Lehen an die von Buch, einem alten Adelsgeschlecht (Vertreter wie Dietrich Sigismund von Buch, Christian Leopold von Buch Freiherr von Gellmersdorf und Alexander von Buch). 1527 ist Gellmersdorf ein Straßendorf und hat die Flurgröße von 49 Hufen, von denen zwei wüst waren. Als Kirchengemeinde wurde Gellmersdorf dem Bistum Brandenburg und damit dem Sedes Angermünde zugeordnet. Ab dem Jahre 1543 war das Dorf Filiale von Stolpe (Angermünde) und verfügte über vier Pfarrhufe. 

### Kirche

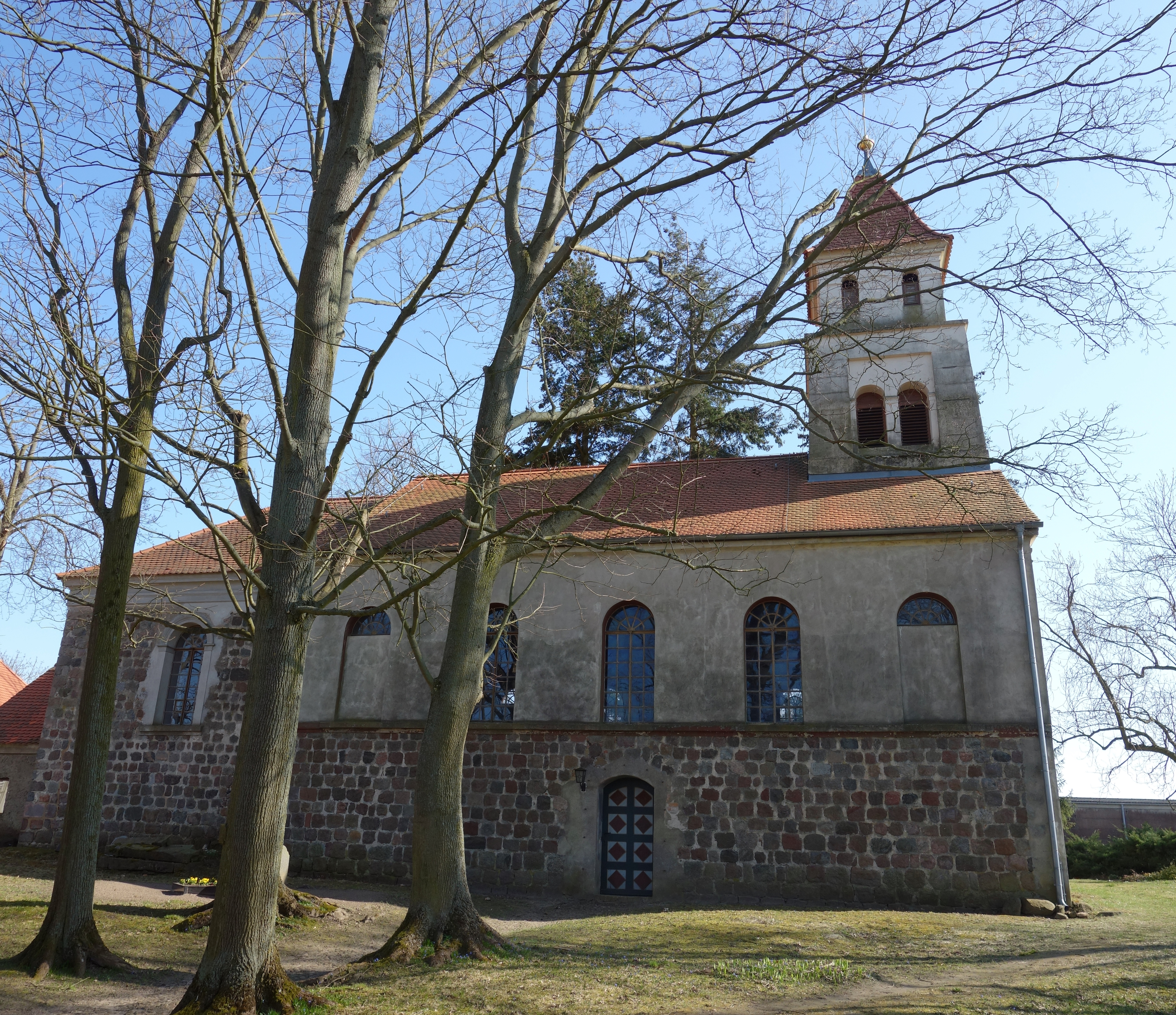
Dorfkirche Gellmersdorf 2018 [https://ns.gis-bldam-brandenburg.de/hida4web/view?docId=obj09130450.xml Denkmal

Die evangelische Dorfkirche als Ursprungsbau stammt aus der zweiten Hälfte des 13. Jahrhunderts und bestand aus behauenen Feldsteinquadern. Sie wurde nach einem Brand zerstört und 1826 im klassizistischen Stil der Schinkelschen Schule wieder aufgebaut. Die Grundfläche der Kirche besteht aus einem vorspringenden rechteckigen Schiff und einem Chor mit gleichfalls rechteckiger Form. Der Westgiebel trägt einen Turm mit einer eingehängten Glocke, die von der Firma Carl Voß und Sohn aus Stettin 1880 gegossen wurde. Die Orgel erbauten im Jahr 1852 Carl  Ludwig  Gesell und Carl Schultze (Firma Gesell & Schultze) aus Potsdam. Die Kanzel stammt aus der Zeit des Umbaus und im Jahr 1912 erfolgte eine Ausmalung der Kirche mit floralen Mustern.

### Eingemeindungen
Im Jahr 2003 wurde Gellmersdorf nach Angermünde eingemeindet.

## Sehenswürdigkeiten

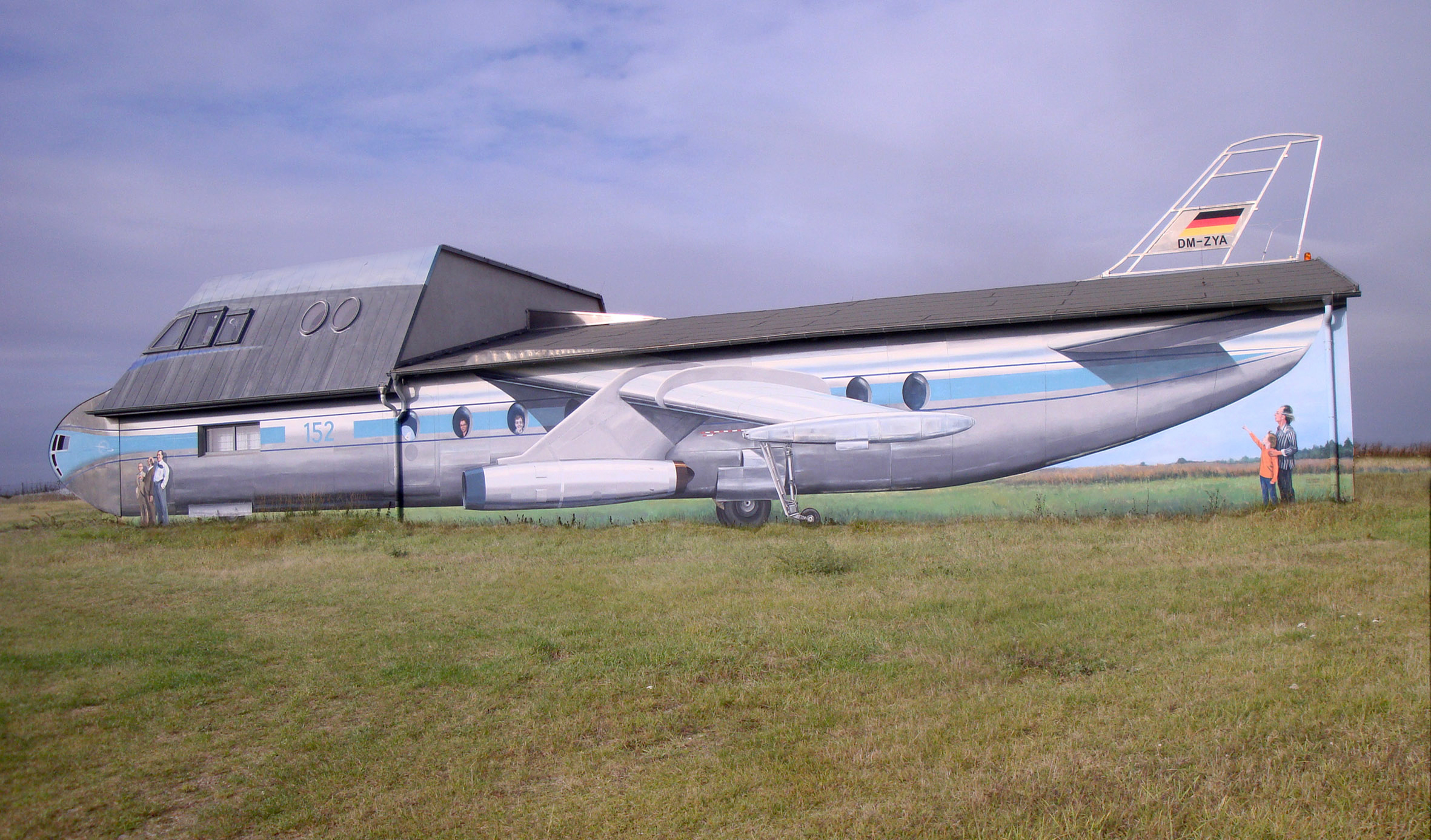
Denkmal für die 152/I V1 in Gellmersdorf im Maßstab 1:1

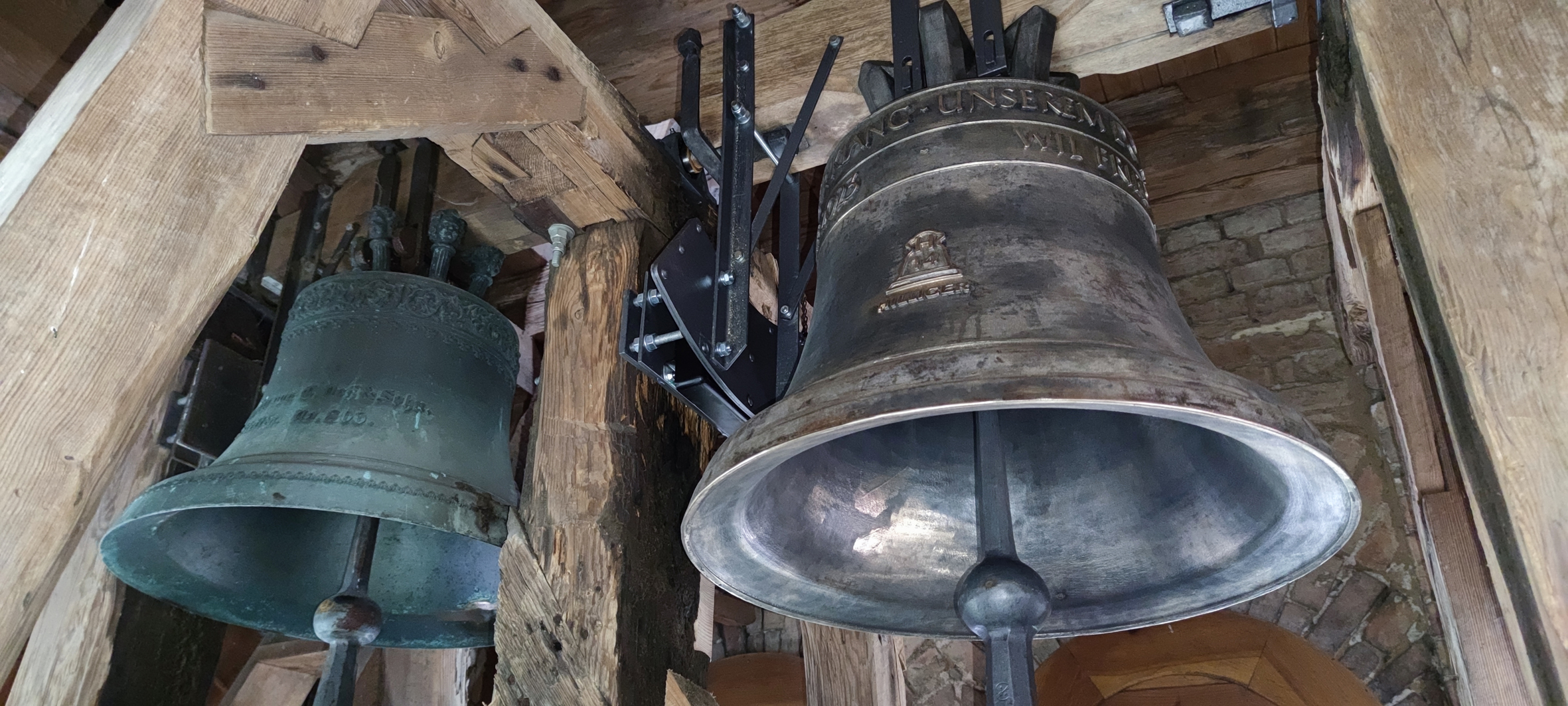
Die zwei Glocken von Gellmersdorf links 1880, rechts die neue Glocke 2023

In der Liste der Baudenkmale in Angermünde sind für Gellmersdorf zwei Baudenkmale aufgeführt.
- Dorfkirche Gellmersdorf
- Friedhofsportal 17. Jahrhundert
- Der Schriftsteller Wilfried Bergholz stellte das Flugsportinformationszentrum kurz (FIZ) fertig als Hommage an das erste deutsche Düsenflugzeug für Passagiere Baade 152 – eine Farbgestaltung im Maßstab 1:1 mit einem Originalrumpfteil der Serienmaschine 008 in der Ausstellung im Gebäude.[7]
- Am 9. Dezember 2023 wurde die neue zweite Glocke im Turm der Dorfkirche Gellmersdorf der Öffentlichkeit präsentiert. Sie ist ein Geschenk von Wilfried Bergholz an die Gemeinde. Sie trägt die Aufschrift „UNSEREM GOTT DER KLANG - UNSEREM DORF MEIN DANK - WILFRIED BERGHOLZ 2023“.

### Naturraum
Der in der Gellmersdorfer Region vorhandene Trockenrasen lässt eine besondere teilweise zentralasiatische Steppenvegetation erblühen, zum Beispiel die wärmeliebenden Pflanzen wie das Frühlings-Adonisröschen, das Dreizähniges Knabenkraut, der Kreuz-Enzian und die Sand-Nelke.

## Vereine
- Anglerverein e. V. Gellmersdorf
- Dorfverein Gellmersdorf e. V.

## Feuerwehr

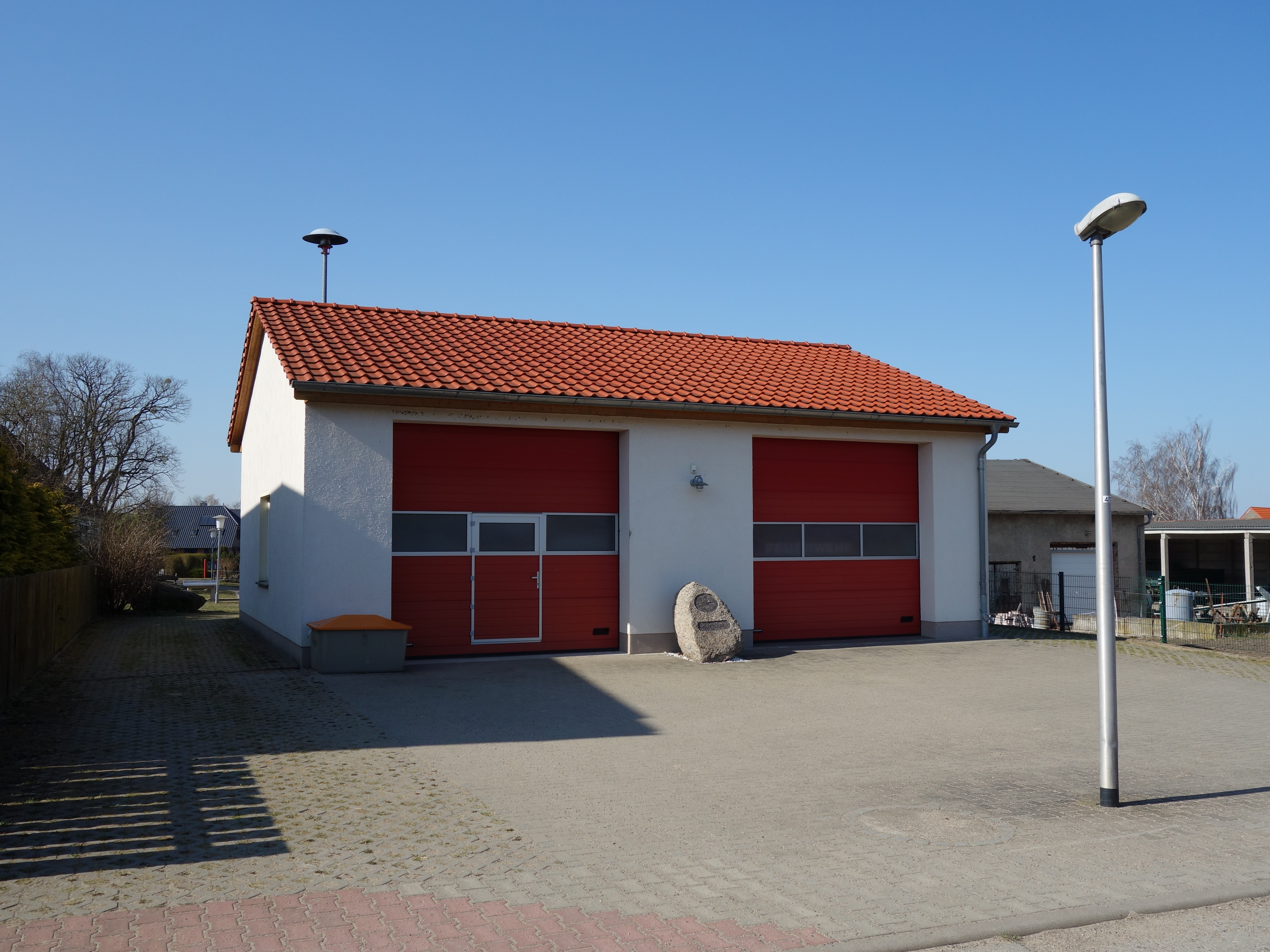
Feuerwehr Gellmersdorf 2018 SE

- Freiwillige Feuerwehr Löschzug 2 (Angermünde)

## Tourismus
- Teil des uckermärkischen Radrundwegs zwischen Angermünde und dem Nationalpark Unteres Odertal.

Rad- und Wandertouristen lädt die vielfältige Landschaft zur Erkundung ein.